# Природні силікати

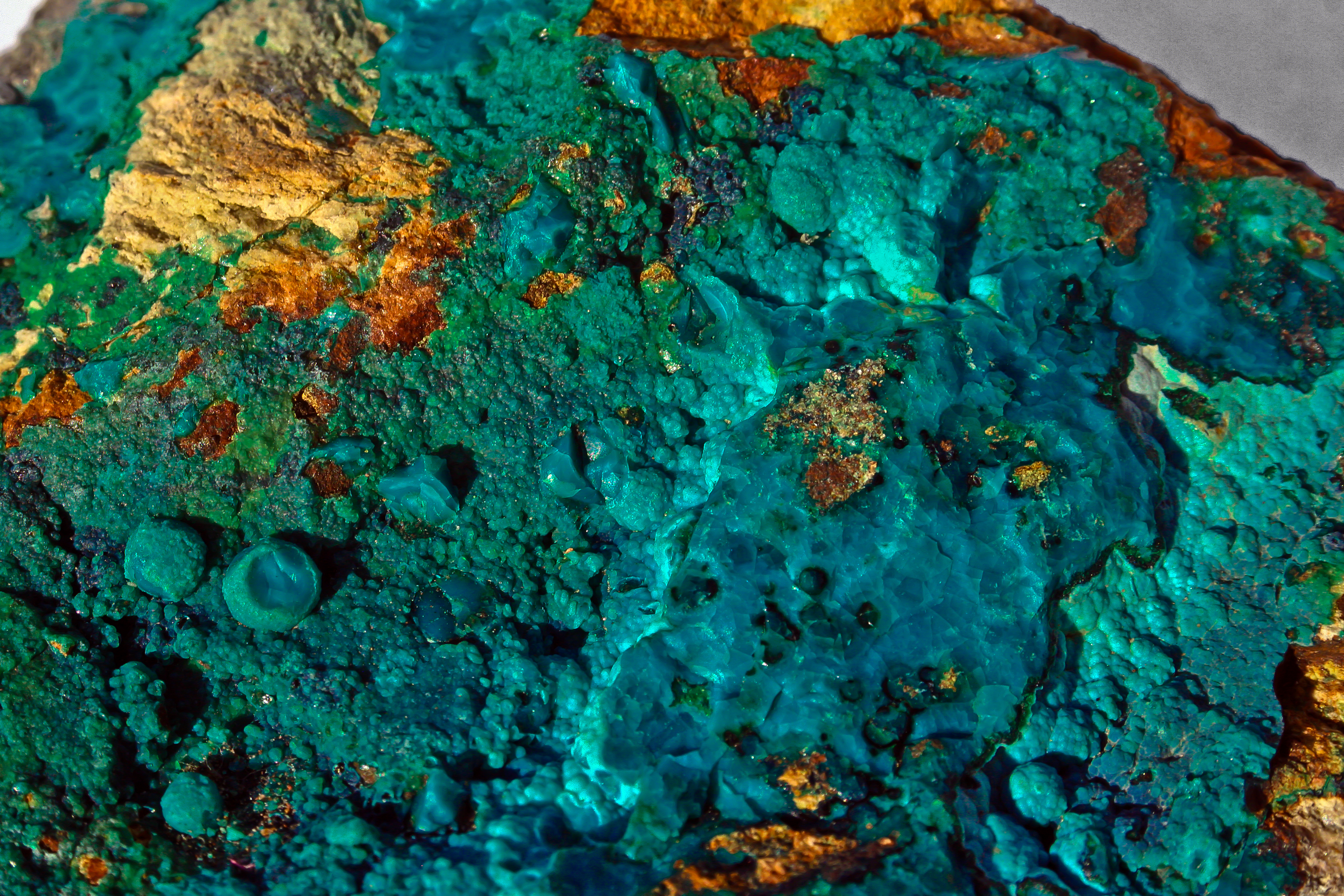
Хризокола — водний силікат міді.

Приро́дні силіка́ти — сполуки діоксиду кремнію з оксидами інших хімічних елементів, клас мінералів, солей кремнієвої, ізо- і гетерополікремнієвих кислот.

## Загальний опис
На частку природних силікатів припадає до 80–85 % маси земної кори й мантії Землі та близько 90 % маси гірських порід Місяця. Природні силікати складають близько 25 % відомих мінеральних видів. У природі відомо понад 700 природних силікатів, включаючи найважливіші породотвірні мінерали (польові шпати, піроксени, амфіболи, слюди і інш.). Основним елементом структури силікатів є тетраедр [SiO4]4-, а також аніони О2-, ОН-, CO32-, SO42-, Cl- та інші. Роль катіонів в природних силікатах відіграють переважно елементи 2-го, 3-го і 4-го періодів періодичної системи елементів, серед яких Na, Mg, AI, Fe, К, Са, Mn найбільш поширені в земній корі і складають разом з O і Si до 99 % її об'єму. Досить звичайні також Ti, Zn, TR. Менш поширені силікати V, Ni, Nb, Th, U, Sr, Cs, Ba. Особливе місце займають нечисленні природні силікати, в яких катіонами виступають халькофільні елементи: Cu, Zn, Sn, Pb, As, Sb і Bi. Більша частина природних силікатів — основні, значно менша — кислі і кисло-основні. Серед природних силікатів багато кристалогідратів.
Найважливіша кристалоструктурна характеристика природних силікатів — будова їх аніонів, виходячи з якої розрізнюються силікати з острівними, ланцюжковими, стрічковими, сітчастими і каркасними радикалами. Більшість природних силікатів мають низьку симетрію. Близько 45 % з них належать до моноклінної, 20 % — до ромбічної, 9 % — до триклінної, 7 % — до тетрагональної, 10 % — до тригональної і гексагональної, 9 % — до кубічної сингонії. Значна кількість природних силікатів безбарвні або білі. Силікати Fe, Mn, Ni, Ti, Zr, V, Cu, TR та ін. елементів часто забарвлені в різні кольори. Блиск скляний до алмазного. У тонких шліфах прозорі. Більшість силікатів каркасної і шаруватої структури, мають низьку густину (2000–3000 кг/м³). Твердість від 4–5 до 6–8. Використовують природні силікати як будівельний матеріал і у виробництві вогнетривких матеріалів, у скляній промисловості тощо.

## Різновиди
Розрізняють:
- силікат-апатит рідкісноземельний (бритоліт);
  - силікат-апатит церіїстий (бритоліт);
- силікат-віїкіт (різновид віїкіту — мінералів групи пірохлору, який містить 2–16 % SiO2);
- силікат волокнистий (силіманіт);
- силікати-в'язані (те саме, що силікати каркасні),
- силікати каркасні (силікати в основі структури яких знаходиться тримірний каркас з формулою [AlmSin-mO2n]m, де m найчастіше дорівнює 0, 1 або 2, а n — 1 або 4);
- силікати кільцеві (силікати, і основі структури яких знаходяться кільця, складені кремнієкисневими тетраедрами зі спільними вершинами; серед них найпоширенішими є силікати з шестерними кільцями з радикалом [Si6O18]12- (наприклад, берил — Al2Be3[Si6O18]) і алюмоборосилікати зі складними двоповерховими кільцями (наприклад, турмалін — Na(Mg, Fe, Mn, Li, Al)3Al6(BO3)3(OH, F)4[Si6O18]));
- силікати ланцюжкові (мета- і диметасилікати, в основі структури яких лежать кремнієкисневі ланцюжки — сполучення кремнієкисневих тетраедрів, в яких два йони кисню насичені повністю, а два — тільки наполовину; ланцюжки об'єднуються в структурі мінералів катіонами, які зв'язуються з вільними валентностями кисню);
- силікати острівні (силікати, в основі структури яких лежать ізольовані тетраедри і групи тетраедрів SiO4 з радикалами [SiO4]4- i [Si2O7]6-; до них належать орто- і діортосилікати, більшість з яких є важливими породотвірними мінералами, наприклад, олівін — (Mg, Fe)2[SiO4], каламін — Zn4[(OH)2|Si2O7]•H2O, епідот — Ca2(Al, Fe3+)Al2[O|OH|SiO4|Si2O7]);
- силікати цементні (амфіболоїди, які містять групу Са(ОН)2 — ксонотліт, фошагіт, гілебрандит та ін.);
- силікати шаруваті (силікати, в основі структури яких знаходяться безперервні шари тетраедрів SiO4 з радикалами [Si2O5]2- i [(Si, Al)4O10]4-; до них належать важливі породотвірні мінерали, наприклад, каолініт — Al4(OH)8[Si4O10], мусковіт — KAl2[(OH, F)2|AlSi3O10], маргарит — CaAl2[(OH)2|Al2Si2O10] та ін.);
- силікат сульфат-апатит (вілкеїт — різновид апатиту з родовища Крестмор, США, який містить 12,28 % SO3 i 9,62 % SiO2 з наявністю йонів F);
- силікат торіїстий (торит);
- силікат цезіїстий (полуцит);
- силікат церіїстий (церит);
- силікат Чермака (гіпотетичний член ізоморфного ряду глиноземних піроксенів — Mg[Al2SiO6], який, за Г. Чермаком, входить до складу авгітів).

## Інтернет-ресурси
- Mindat.org, Dana classification
- Webmineral: Dana's New Silicate Classification